# Université nationale de Mokpo
L'université nationale de Mokpo (en hangul : 목포대학교) est une université nationale de Corée du Sud située à Mokpo. 

## Structure

### Faculté de1ercycle
- Faculté d'histoire et de culture
- Faculté de sciences sociales
- Faculté de sciences de la nature
- Faculté d'ingénierie
- Faculté d'administration des entreprises
- Faculté d'écologie humaine, de musique et des arts, et d'éducation physique

### Faculté de cycle supérieur
- Faculté de sciences humaines et sociales
- Faculté de sciences de la nature
- Faculté d'ingénierie
- Faculté d'art et d'éducation physique
- Programme interdisciplinaire